# Urca de Lima
Urca de Lima — іспанський корабель, що сів на мілину у 1715 році біля узбережжя Флориди, неподалік від Форт-Пірс (сучасне США). Він входив до складу Срібного флоту 1715 року, який перевозили в Іспанію скарби з її колоній в Новому Світі і майже в повному складі загинув в урагані біля убережжя Флориди. Залишки затонулого корабля перебувають на дні моря за 200 метрів від берега від Джек-Айленд-Парку, північніше від протоки Форт-Пірс. 1987 року залишкам цього корабля надали статус Підводного археологічного заповідника Флориди № 1. 31 травня 2001 року його було внесено до Національного реєстру історичних місць США.

## Опис і назви
Оригінальна назва корабля була Santísima Trinidad. Його прізвисько Urca de Lima походить від поєднання іспанського терміну урка (ісп. urca — вантажне судно) і імені його власника Мігеля де Ліма-і-Мело. Інша його назва, яка використовується в деяких історичних джерелах — Nao de Refuerzo (Підсилений корабель). Ця назва може означати, що це судно було посилене для плавання через Атлантику. Це було торгове судно голландської побудови вагою 305 тон, яке використовувалося іспанцями для перевезення вантажів між Іспанією та її колоніями в Новому Світі.

## Корабель
У 1712 році Urca de Lima входив до флоту з восьми кораблів під командуванням Хуана Естебана де Убільї, які відпливли з Іспанії до Америки за товарами та таким необхідним країні американським сріблом. Флот прибув у Веракрус у грудні та через різні політичні та матеріально-технічні проблеми він не залишався в місті до весни 1715 року. У січні 1715 року де Убілья був призначений капітаном Urca de Lima, і корабель отримав нові щогли та відкренгований корпус. Деякі менші кораблі зі складу флотилії були розібрані на запчастини, які були використані для ремонту інших кораблів та підготовки їх до переходу через Атлантику. У травні того ж року збережені чотири кораблі — Santísima Trinidad (Urca de Lima), а також Nuestra Señora de la Regla (Capitana), Almiranta та San Cristobal de La Habana нарешті відпливли з Веракруса до Гавани. Після важкого переходу вони прибули туди на початку липня. Гавана була вихідним пунктом, в якому іспанці об'єднували свої флотилії з Нової Іспанії (іспанські території на островах Карибського моря та в Північній Америці) та Нової Гранади (іспанські території на півночі Південній Америки) в єдиний флот, в складі якого кораблі спільно вирушав до метрополії в Європу.
24 липня, після затримок пов'язаних з ремонтом та іншими причинами, об'єднаний іспанський Срібний флот вийшов з Гавани і взяв курс на Кадіс в Іспанії. Крім 4-х кораблів флоту Нової Іспанії разом з Urca de Lima, до складу іспанського флоту увійшо також 6 кораблів флоту Нової Гранади під командуванням дона Антоніо де Ечевереса та французький корабель «El Grifón». Головною метою об'єднання усіх кораблів в один флот було організація спільного захисту від нападів піратів. Іспанські кораблі перевозили різні товари з Америки та Східної Азії (які доставлялись з тихого океану через Мексику), велику кількість золота в злитках і близько 14 мільйонів срібних песо. Однак сама Urca de Lima не перевозила золото чи срібло іспанської корони, а мала на борту переважно такі колоніальні товари, як коров'яча шкіра, шоколад, сасафрас, ладан і ваніль. Крім того, на кораблі перебувало кілька скринь із сріблом приватних осіб.

## Загибель
31 липня, через кілька днів після виходу з Гавани флот зіткнувся з ураганом, який відніс кораблі до узбережжя Флориди і зрештою потопив або викинув на мілину усі кораблі, крім одного. Французький El Grifón, який плив попереду відійшов найдалі від узбережжя Флориди і успішно прибув в Європу, так і не дізнавшись про долю решти флоту. Більше половини з 2000 чоловік флоту, включаючи Убілью та Ечевереза загинули під час шторму, а деякі з тих, хто врятувався, пізніше померли на безлюдному узбережжі від голоду, поранень і хвороб. Доля «Urca de Lima» виявилася кращою, ніж інших іспанських кораблів, оскільки їй вдалося потрапити в гирло річки поблизу Форт-Пірса, де корабель сів на піщану мілину, зберігши цілим свій корпус. Завдяки цьому більшість її вантажу та продовольства не пропали та допомогли прогодувати вцілілих іспанців у перші дні після порятунку.
Адмірал Франсіско Сальмон зформував на пляжі з виживших іспанців табір, що займався організацією робіт по порятунку з корабля вцілілих скарбів, які тривали до квітня наступного року. Кілька іспанців вирушили на північ у невеликому човні, який було врятовано із залишків флоту. Протягом тижня вони дісталися Сент-Огастіна та повідомили іспанській владі про втрату кораблів Срібного флоту. До кінця серпня до місця затонулого флоту прибули кораблі допомоги з Гавани. Після того, як вантаж «Urca de Lima» був врятований, іспанці спалили сам корабель до ватерлінії, щоб приховати його місцезнаходження від піратів та чужоземних каперів, яким також стало відомо про затонулий іспанський Срібний флот. У грудні англійський капер Генрі Дженнінгс з Ямайки захопив іспанський посильний корабель і отримав від його капітана Педро де ла Вега інформацію про точне розташування залишків Urca de Lima та головного іспанського рятувального табору. Дженнінгс напав на іспанський табір на чолі загону, що в декілька разів перевищував сили іспанців і Сальмону не залишалося нічого іншого, як здати решту врятованих скарбів, які все ще залишалися в таборі. Піратам вдалось захопити золота та срібла на суму близько £ 87 500.

## Відкриття залишків корабля
Залишки затонулого корабля були виявлені у 1928 році Вільямом Дж. Бічем неподалік від берега біля Форт-Пірс. Однак через зміни берегової лінії гирло річки, в якій сіла на милину Urca de Lima, більше не існувало. 1932 року міська рада видала перший дозвіл на рятувальну операцію. Останні дозволи видавали в 1983 і 1984 роках. Однак результати цих рятувальних операцій були досить мізерними, оскільки в 1715 році іспанці встигли врятувати більшу частину вантажу корабля. Було знайдено лише три злитка срібла та кілька гармат. Міська рада вирішила перетворити затонулий корабель на археологічний заповідник. З цією метою в 1985 році археологи досліджували та нанесли на карту уламки і в 1987 році у Флориді було відкрито перший підводний археологічний заповідник. Це був перший із так званих «музеїв у морі». 2001 року затонулий корабель був включений до Національного реєстру історичних місць.

## У масовій культурі
В телесеріалі «Чорні вітрила» (2014) врятовані з Urca de Lima скарби є головною ціллю, за якою полюють пірати. Оскільки серіал розроблено як приквел до «Острову скарбів» Роберта Луїса Стівенсона, вантаж Urca de Lima зрештою стає основою для скарбів, закопаних капітаном Флінтом на Острові скарбів.